# Овассо
Овассо (англ. Owasso ) — город в округах Талса и Роджерс штата Оклахома США. Население — 38 240 человек (2020). Первоначально основанный в 1881 году на Индейской территории, город был включён в состав штата в 1904 году, незадолго до получения Оклахомой статуса штата, и получил статус города в 1972 году.

## Население
| 2010   | 2020    |
| ------ | ------- |
| 28 915 | ↗38 240 |